# Det røde telt
Det røde telt (russisk: Красная палатка) er en sovjetisk-italiensk spillefilm fra 1969 af Michail Kalatosov.

## Medvirkende
- Peter Finch som Umberto Nobile
- Sean Connery som Dr. Roald Amundsen
- Claudia Cardinale som Valeria
- Hardy Krüger som Einar Lundborg
- Massimo Girotti som Romagna
- Nikita Mikhalkov